# Liste der Biografien/Haq
Liste der Biografien |
Portal Biografien |
Personensuche
# |
A |
B |
C |
D |
E |
F |
G |
H |
I |
J |
K |
L |
M |
N |
O |
P |
Q |
R |
S |
T |
U |
V |
W |
X |
Y |
Z |
?
 
Ha |
Hd |
He |
Hi |
Hj |
Hk |
Hl |
Hm |
Hn |
Ho |
Hr |
Hs |
Ht |
Hu |
Hv |
Hw |
Hy
 
Haa |
Hab |
Hac |
Had |
Hae–Haf |
Hag |
Hah |
Hai |
Haj |
Hak |
Hal |
Ham |
Han |
Hao |
Hap |
Haq |
Har |
Has |
Hat |
Hau |
Hav |
Haw |
Hax |
Hay |
Haz
Die Liste der Biografien führt alle Personen auf, die in der deutschsprachigen Wikipedia einen Artikel haben. Dieses ist eine Teilliste mit 22 Einträgen von Personen, deren Namen mit den Buchstaben „Haq“ beginnt.

## Haq
- Haq Inu, Hasanul (* 1946), Politiker in Bangladesch
- Haq, Ameerah, bangladeschische Diplomatin, Chefin der UNMIT
- Haq, Anwara Syed (* 1940), bengalische Autorin
- Haq, Bilal U. (* 1948), pakistanisch-US-amerikanischer Geowissenschaftler und Dichter
- Haq, Mahbub ul (1934–1998), pakistanischer Ökonom
- Haq, Maulvi Anwarul, pakistanischer Beamter

### Haqi
- Haqimi, Danish (* 2007), singapurischer Fußballspieler

### Haqn
- Haqnazarov, Elmurod (* 1986), usbekischer Musiker und Komiker

### Haqq
- Haqqani, Dschalaluddin (1939–2018), afghanischer Islamist und Rebellenführer
- Haqqani, Hussein (* 1956), pakistanischer Diplomat
- Haqqani, Siradschuddin, afghanischer Warlord und TalibanSiradschuddin Haqqani

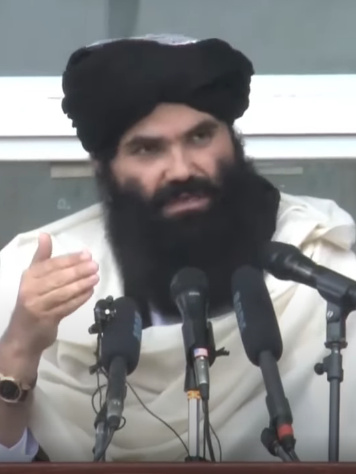
Siradschuddin Haqqani

### Haqu
- Haque Mani, Fazlul (1939–1975), Politiker in Bangladesch
- Haque, Anamul (* 1992), bangladeschischer Cricketspieler
- Haque, Fareed (* 1963), US-amerikanischer Jazzgitarrist
- Haque, Imtiaz (* 1977), deutscher Hörspiel- und Synchronsprecher
- Haque, Mohammad Anamul (* 1980), bangladeschischer Badmintonspieler
- Haque, Shammi (* 1993), deutsch-bangladeschische Bloggerin, Menschenrechtsaktivistin und Journalistin
- Haque, Sophiya (1971–2013), britische Schauspielerin, Sängerin, Fernsehmoderatorin und Tänzerin
- Haque, Zulkiflee Anwar (* 1962), malaysischer Karikaturist
- Haquet, Daniel (* 1957), französischer Basketballspieler
- Haquín, Luis (* 1997), bolivianischer Fußballspieler
- Haquin, Nicolas (* 1980), französischer Fußballspieler